# Bernard Comrie
Bernard S. Comrie (ur. 23 maja 1947 w Sunderlandzie) – brytyjski językoznawca. Do jego zainteresowań należą: uniwersalia językowe, typologia lingwistyczna, językoznawstwo historyczne, terenowe badania lingwistyczne oraz języki kaukaskie.
Doktoryzował się w 1972 r. na Uniwersytecie w Cambridge, w 1974 r. zaczął wykładać na tejże uczelni. W 1978 r. objął stanowisko profesora nadzwyczajnego na Uniwersytecie Południowej Kalifornii, w 1981 r. zaś został profesorem zwyczajnym. W 1999 r. przyznano mu tytuł profesora honorowego na Uniwersytecie w Lipsku. Jest także dyrektorem emerytowanym w Instytucie Antropologii Ewolucyjnej im. Maxa Plancka.

## Wybrana twórczość
- The World’s Major Languages (red.), 1987, Nowy Jork: Oxford University Press.
- Tense, 1985, Cambridge University Press.
- The Languages of the Soviet Union, 1981, Cambridge University Press (Cambridge Language Surveys).
- Language Universals and Linguistic Typology: Syntax and Morphology, 1981, The University of Chicago Press.
- Aspect: An Introduction to the Study of Verbal Aspect and Related Problems, 1976, Cambridge University Press.